# فرشتگان در مسیحیت

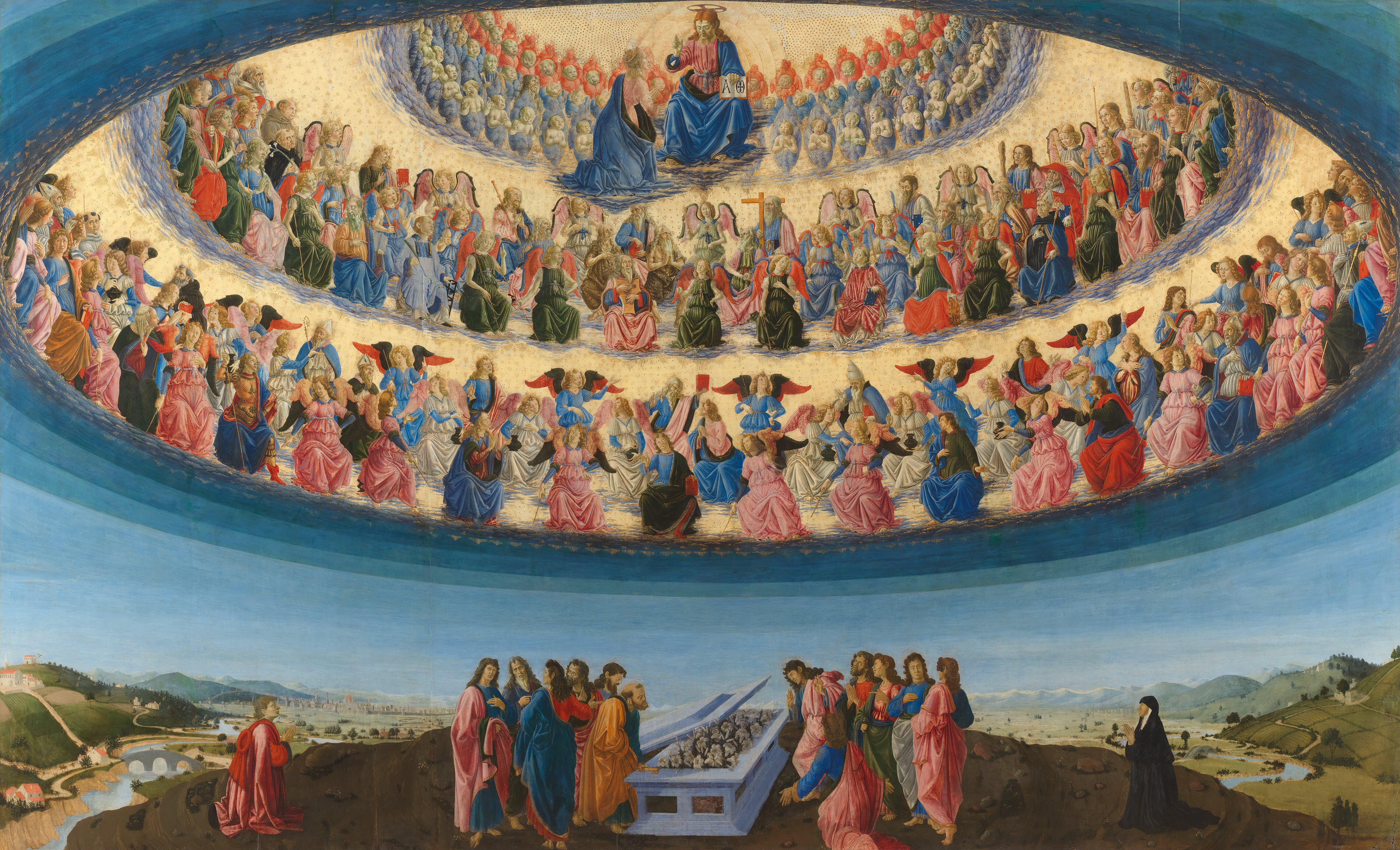
کتاب فرض باکره اثر فرانچسکو بوتیچینی (۱۴۷۵–۱۴۷۶) در گالری ملی لندن، سه سلسله مراتب و نه ردیف فرشتگان را نشان می‌دهد که هر کدام دارای ویژگی‌های متفاوتی هستند.

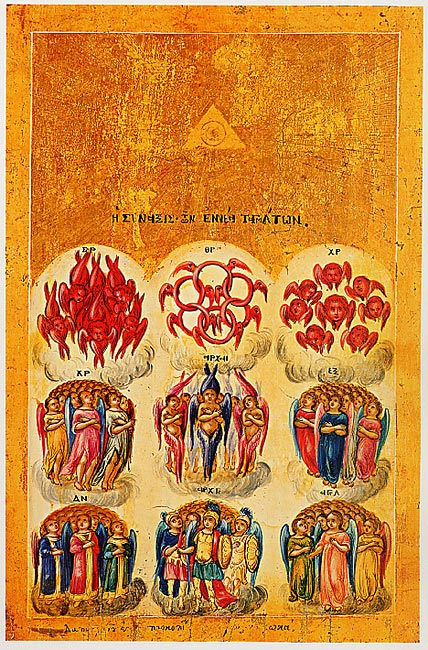
تمثال شرقی نه راسته فرشته

در مسیحیت، فرشتگان فرستادگان خدا هستند.
عبرانیان ۱:۱۴ تأیید می‌کند که «همه [آنها] ارواح خدمتگزاری هستند که برای خدمت به کسانی فرستاده شده‌اند که وارث رستگاری خواهند شد».

## در کتاب مقدس
در زبور ۹۰، ولایت انسان به فرشتگان نسبت داده شده است.
در متی ۱۸:۱۰ عیسی هشدار می‌دهد که کودکان را تحقیر نکنید زیرا «فرشته‌های آنها در بهشت همیشه چهره پدر من در آسمان را می‌بینند.» در لوقا ۲۰:۳۴–۳۶ تاکید شده که همانند فرشتگان، «کسانی که شایسته شرکت در عصر آینده و رستاخیز از مردگان هستند، نه ازدواج خواهند کرد و دیگر نمی‌توانند بمیرند».

## نماهای عمومی

### دوران باستان
در فصل پنجم نامۀ اگناتیوس انطاکی به ترالیان، اسقف فهرستی از فرشتگان می‌نویسد که بی‌شباهت به آنچه بعداً توسط شبه دیونیسیوس پیشنهاد شد، نیست. کلمنت رومی در اولین نامه خود از کلمنت به شنوندگان توصیه می‌کند که در ستایش خدا به فرشتگان بپیوندند. کلمنت اسکندریه نیز نوشت که فرشتگان در افکار و استدلال‌های انسان «نفس می‌کشند» و «قدرت» و ادراک دقیق‌تری را در قلب آنها می‌گذارند.
آگوستین اظهار می‌کند، فرشتگان در حالی که خلقت خدا آشکار می‌شد، چیز جدیدی را تجربه می‌کردند. او همچنین معتقد است که فرشتگانِ «خوب» همیشه در تلاشند که ما را به سوی منبع واقعی سعادت یعنی خدا هدایت کنند و برای همین ما را به عبادت خدا تشویق می‌کنند.

### سلسله مراتب شبه دیونیسی
بر اساس De Coelesti Hierarchia اثر شبه دیونیسیوس، سه سطح (کره) از فرشتگان وجود دارد که داخل هر یک از آنها سه ردیف وجود دارد.
آثار مختلف الهیات مسیحی، سلسله مراتبی از فرشتگان ابداع کرده‌اند. تأثیرگذارترین سلسله مراتب فرشتگان مسیحی در اواخر قرن ششم پس از میلاد توسط شبه دیونیسیوس مطرح شد. او ادعا می‌کرد که شخصیت مهمی است که توسط پولس رسول به مسیحیت گروییده بود.

### کلیسای کاتولیک
طبق پاراگراف ۳۲۸ کتکیزم کلیسای کاتولیک (CCC)، وجود موجودات روحانی و غیر جسمانی که کتاب مقدس معمولاً آنها را «فرشتگان» می‌نامد، یک حقیقت ایمانی است. در همین کتکیزم آمده است: «کلیسا تمام مدت از کمک اسرارآمیز و قدرتمند فرشتگان بهره می‌برد [...]، زندگی انسان، از آغاز تا زمان مرگ، با مراقبت و شفاعت هوشیارانه آنها احاطه شده است». همچنین بیان می‌کند، «مسیح مرکز جهان فرشتگان است. آنها فرشتگان او هستند [...] آنها از آن او هستند زیرا به واسطه و برای او خلق شده‌اند».

### کلیسای جدید (سوئدبورگییسم)
فرقه‌های کلیسای جدید که از نوشته‌های الهی‌دان امانوئل سویدنبرگ برخاسته‌اند، ایده‌های متمایزی در مورد فرشتگان و دنیای معنوی که در آن زندگی می‌کنند، دارند. آنان معتقدند که همه فرشتگان فقط ذهن‌های بدون شکل نیستند؛ بلکه در ظاهر انسان و با بدن روحانی زندگی می‌کنند. فرشتگان بر حسب سه آسمان، مرتبه‌های مختلفی دارند.
همه فرشتگان از نژاد بشر سرچشمه می‌گیرند و در بهشت هیچ فرشته‌ای نیست مگر اینکه ابتدا در بدن مادی زندگی کرده باشد. علاوه بر این، همه کودکانی که می‌میرند نه تنها وارد بهشت می‌شوند، بلکه در نهایت تبدیل به فرشته می‌شوند. زندگی فرشتگان سودمند است و کارکردهایشان آنقدر زیاد است که نمی‌توان آنها را برشمرد. با این حال، هر فرشته مطابق با استفاده‌ای که در زندگی زمینی خود انجام داده است، به کار گرفته می‌شود. اسامی فرشتگانی همچون میکائیل، جبرئیل و رفائیل، به جای یک موجود فردی، نشان دهنده یک کارکرد فرشته خاص است.
در حالی که یک فرد در بدن خود زندگی می‌کند از طریق فرشتگان با بهشت پیوند دارد، و با هر فرد حداقل دو روح شیطانی و دو فرشته وجود دارد. وسوسه یا عذاب وجدان ناشی از درگیری بین ارواح شیطانی و فرشتگان است. با توجه به فطرت گناه‌آمیز انسان، ارتباط مستقیم با فرشتگان خطرناک است و تنها زمانی می‌توان آنها را دید که دید معنوی انسان باز شده باشد؛ بنابراین لحظه به لحظه فرشتگان تلاش می‌کنند تا هر فرد را به‌طور ضمنی با استفاده از افکار خود شخص به آنچه خوب است هدایت کنند.

### جنبش مقدسین آخرین زمان

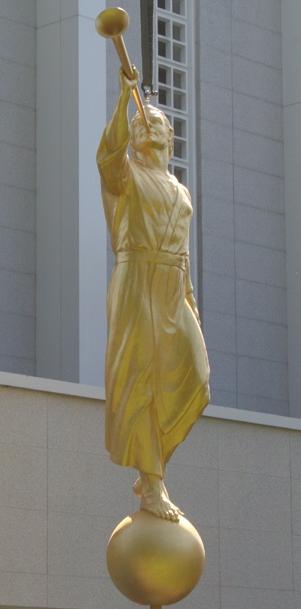
مجسمه معبد فرشته مورونی، برن، سوئیس

جنبش مقدسین آخرین زمان فرشتگان را فرستادگان خدا می‌داند. آنها به سوی بشر فرستاده می‌شوند تا پیام‌های الهی را به بشریت برسانند، به انسان‌ها خدمت کنند، به آنان آموزه‌های نجات را یاد دهند، آنها را به توبه دعوت کنند، افراد را در زمان‌های خطرناک نجات دهند، و بشریت را راهنمایی کنند.
مقدسین آخرالزمان معتقدند که فرشتگان یا ارواح انسان‌هایی هستند که مرده‌اند یا هنوز متولد نشده‌اند، و یا انسان‌هایی هستند که زنده شده و بدن‌های فیزیکی از گوشت و استخوان دارند. جوزف اسمیت بیان کرد که «هیچ فرشته‌ای وجود ندارد که به این اهالی زمین خدمت می‌کند، مگر اینکه که به آنها تعلق دارد یا به آن تعلق داشته‌است». به این ترتیب، مقدسین آخرالزمان نیز معتقدند که آدم، اولین انسان، فرشته میکائیل بود و اکنون نیز هست، و جبرئیل به عنوان نوح روی زمین زندگی می‌کرد. به همین ترتیب فرشته مورونی برای اولین بار در تمدن آمریکایی پیش از کلمبیا به عنوان پیامبر-جنگجوی قرن پنجم به نام مورونی زندگی کرد.
اسمیت اولین برخورد فرشتگان خود را به شیوه زیر توصیف کرد:
هنگامی که داشتم دعا می‌کردم، نوری در اتاقم دیدم که روشن و روشن‌تر شد تا اینکه روشنایی اتاق از موقع ظهر بیشتر شد، بلافاصله شخصی در کنار تخت من ظاهر شد. او در هوا ایستاده بود و پاهایش با زمین تماس نداشتند.
او ردای گشادی به رنگی دلپسند از جنس سفیدی به تن داشت. سفیدی ردایش فراتر از هر چیز زمینی بود که تا به حال دیده بودم. فکر نمی‌کنم که هیچ چیز زمینی را بتوان آنقدر سفید و درخشان جلوه داد.

نه تنها ردای او به شدت سفید بود، بلکه تمام شخصیت او شکوهی غیرقابل توصیف داشت؛ چهره‌اش واقعاً به سفیدی رعد و برق بود. اتاق به شدت نورانی بود، اما نه آنقدر روشن که در اطراف او روشن بود. وقتی برای اولین بار به او نگاه کردم، ترسیدم. اما ترسم خیلی زود از من دور شد.
دیدارها با فرشتگان، اکثراً در اوایل جنبش قدیس آخرالزمان توسط اسمیت و الیور کاودری مشاهده شد که هر دو گفتند (قبل از تأسیس کلیسا در سال 1830) مورونی رسول، جان باپتیست و حواریون جان، پیتر و جیمز با آنها ملاقات کرده‌اند. اسمیت و کاودری بعداً پس از وقف معبد کرتلند گفتند که با عیسی و متعاقباً موسی و الیاس ملاقات کرده‌اند.
دیوید ویتمر و مارتین هریس، از دیگر کسانی هستند که گفتند فرشته‌ای با آنها ملاقات کرده است. بسیاری دیگر از مقدسین آخرالزمان، چه در کلیسای اولیه و چه در کلیسای مدرن، گفته‌اند که فرشتگان را دیده‌اند.

## سلسله مراتب فرشتگان کاتولیک

### مرتبه اول

#### سراف
سرافیم را بر اساس استفاده اشعیا از کلمه، در رتبه ای در فرشتگان مسیحی قرار می‌دهد. فرشتگان سراف نزدیکترین افراد به خدا هستند و با ستایش بی پایان برای او عبادت را در بهشت هدایت می‌کنند.

#### کروبی

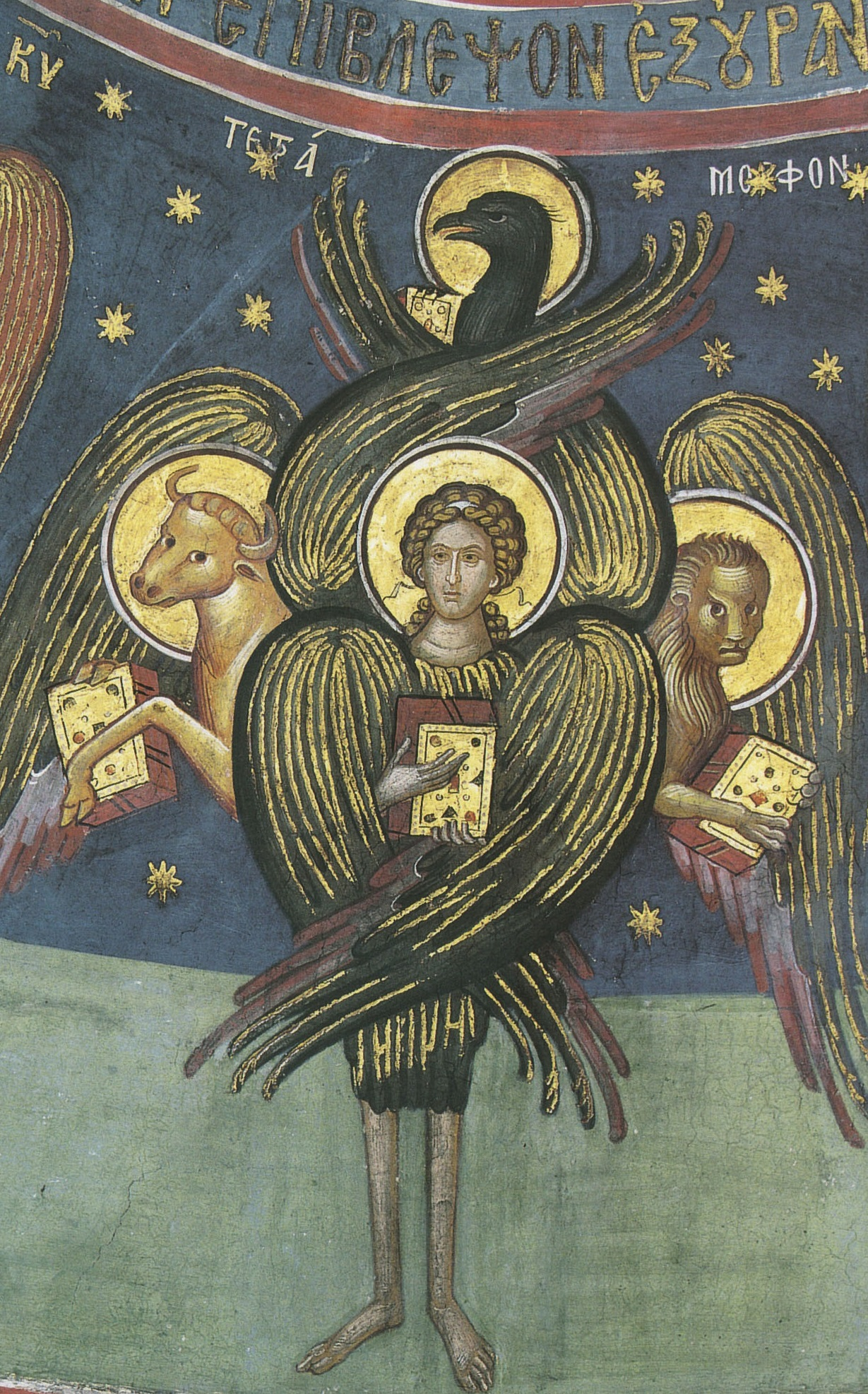
کروبی، همان‌طور که حزقیال و بر اساس شمایل‌نگاری سنتی مسیحی او را توصیف کرده است.

در کتاب حزقیال و در برخی از نمادهای مسیحی، کروبی دارای دو جفت بال و چهار چهره است: شیر (نماینده همه حیوانات وحشی)، گاو (نماینده حیوانات اهلی)، انسان (نماد انسانیت). و یک عقاب (نماینده پرندگان).  پاهایش صاف است و مثل برنج صیقلی داده شده می‌درخشد. در سنت مسیحی غربی، کروبی‌ها با پوتو (برگرفته از کوپید / اروس کلاسیک) مرتبط شده‌اند و در نتیجه کروبی‌ها را به‌عنوان پسران کوچک، چاق و بالدار به تصویر می‌کشند. 

#### عرشیان یا اوفانیم
اوفانیم به چرخ‌هایی گفته می‌شود که حزقیال نبی در رویای عرش خداوند مشاهده کرد. (حزقیال ۱:۱۵–۲۱). یکی از طومارهای دریای مرده (4Q405) از اوفانیم‌ها به عنوان فرشتگان یاد می‌کند.

### مرتبه دوم

#### فرمانروایان
فرمانروایان (lat. dominatio، جمع dominationes، همچنین از واژه یونانی kyriotētes، pl. of kyriotēs، کنترل حرکت ستارگان، سیارات و سایر اجرام آسمانی را بر عهده دارند.

#### فضیلت‌ها
بر اساس ریشه‌شناسی ایزیدور سویل، فضیلت‌ها به دلیل کنترل عناصرشان شناخته شده‌اند. آنها علاوه بر اینکه ارواح حرکت هستند، در کنترل عناصر طبیعت مانند طوفان نیز کمک می‌کنند. آنها همچنین به معجزات کمک می‌کنند و همچنین انسان‌ها را تشویق می‌کنند تا ایمان خود را به خدا تقویت کنند.

#### قدرت‌ها یا اختیارات
در ریشه‌شناسی ایزیدور سویل، قدرت‌ها (لات. potestas (f)، pl. potestates) (یونانی: ἐξουσίαι) نام خود را به این دلیل داده‌اند که آنها فرشتگانی هستند که بر نیروهای شیطانی قدرت دارند، که فرشتگان می‌توانند آنها را مهار کنند. آنها را از آسیب رساندن حفظ کنید. این فرشتگان همچنین بر قدرتی که به انسان‌ها - مانند پادشاهان - در جهان داده شده است نظارت می‌کنند.

### مرتبه سوم

#### زمامداران یا حاکمان
بر اساس ریشه‌شناسی ایزیدور سویل، زمامداران (لاتین: principatus)، همچنین به‌عنوان «شاهزاده‌ها» و «حاکمان» از یونانی archai، pl. of archē (نگاه کنید به ریشه یونانی در افس ۳:۱۰)، فرشتگانی هستند که ملت‌ها یا گروه‌هایی از مردم و نیز نهادهایی مانند کلیسا را هدایت و محافظت می‌کنند. حاکمان ریاست دسته‌های فرشتگان را به عهده دارند و آنها را موظف به انجام خدمت الهی می‌کنند. برخی از آنها فقط امور را مدیریت می‌کنند و برخی نیز به زیردستان خود کمک می‌کنند. 
نمونه ای از یک فرشته حاکم با کالت خاص فرشته پرتغال است.

#### فرشتگان مقرب

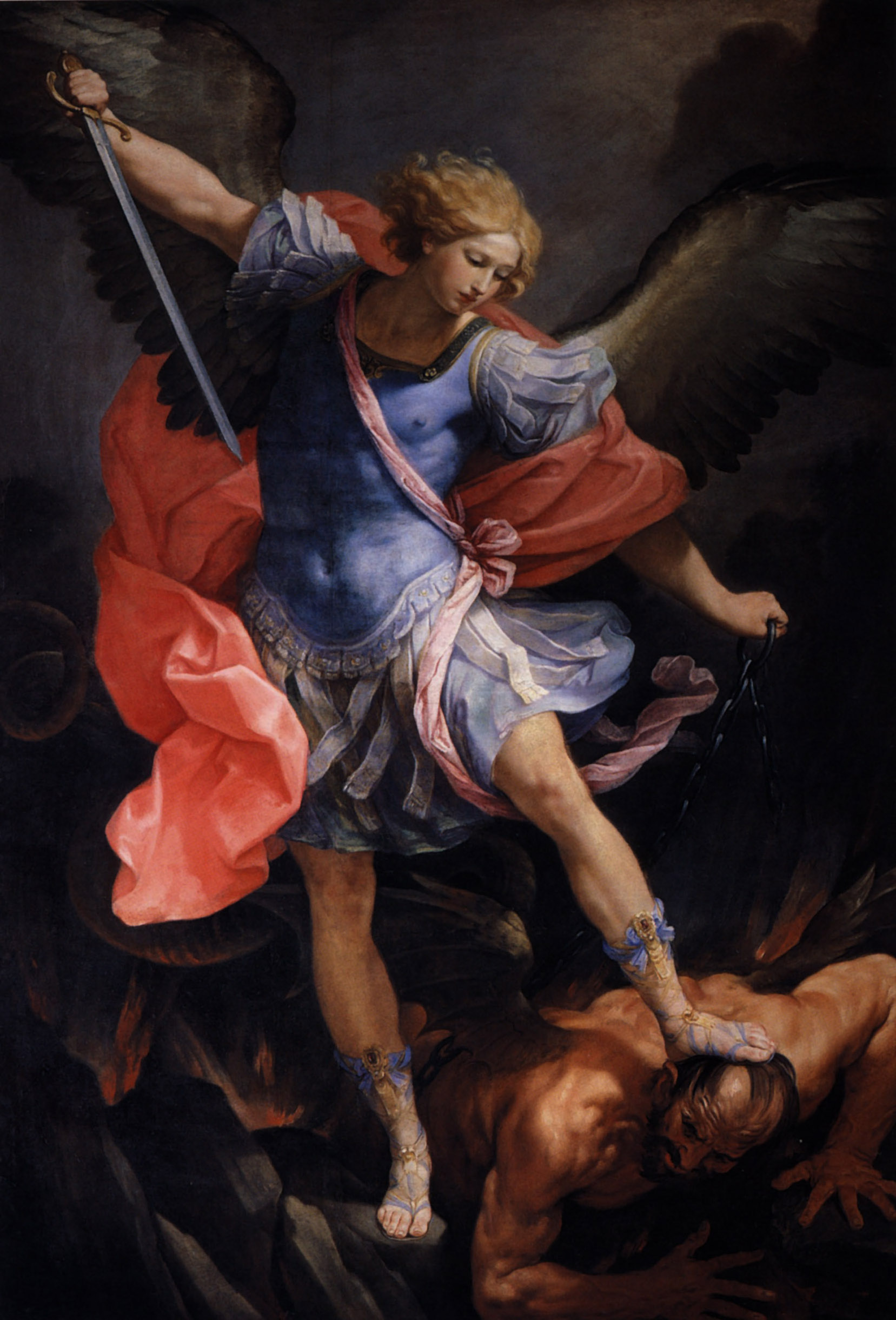
فرشته مقرب میکائیل شیطان را شکست می‌دهد، اثر گیدو رنی (۱۶۳۶)، کلیسای کاپوچینی سانتا ماریا دلا کونسزیونه، رم

کلمه فرشته مقرب فقط دو بار در عهد جدید استفاده شده است: در 1 Thessalonians 4:16 و یهودا ۱:۹.
در بیشتر روایات مسیحی، جبرئیل یک فرشته مقرب محسوب می‌شود. اصطلاح فرشته مقرب فقط به صورت مفرد ظاهر می‌شود، فقط در اشاره‌ای خاص به میکائیل به صورت جمع آمده است.
نام رفائیل فقط در کتاب توبیاس به عنوان یکی از فرشتگان مقرب آمده است.

#### فرشتگان نگهبان
فرشته نگهبان نوعی فرشته است که برای محافظت و هدایت یک فرد، گروه یا ملت خاص تعیین می‌شود. اعتقاد به موجودات سرپرست را می‌توان در تمام دوران باستان ردیابی کرد. ایده فرشتگانی که از مردم محافظت می‌کنند، نقش مهمی در یهودیت باستان ایفا می‌کرد. در مسیحیت، سلسله مراتب فرشتگان به‌طور گسترده در قرن پنجم توسط شبه دیونیسیوس توسعه یافت. الهیات فرشتگان و ارواح سرپرست از قرن پنجم دستخوش تغییرات بسیاری شده است. اعتقاد بر این است که فرشتگان نگهبان برای محافظت از هر شخصی که خداوند آنها را منصوب می‌کند، خدمت می‌کنند. ناظران از این دسته از فرشتگان بودند.